# Museo de las Tierras del Ebro
El Museo de las Tierras del Ebro, con sede en Amposta, es un museo dedicado a la historia, la etnografía, la ecología, la economía y la geografía del delta del Ebro. Fue creado el 2011, como sucesor del anterior Museo Comarcal del Montsiá. Tiene tres salas temáticas: «Las Tierras del Ebro: de la prehistoria a la edad media», «El Ebro: camino de agua» y «El delta del Ebro: memoria de un medio, espacio de unos hombres».
Está en el parque municipal de Amposta y ocupa el antiguo edificio de las Escuelas públicas Miquel Granell, obra de inspiración modernista del arquitecto Ramón Salas Ricomá. Comparte las oficinas, la sala de actas y el almacén (800 m²) con el centro de exposición Lo Pati.

## Colección
La sede central del Museo de las Tierras del Ebro, ubicada en Amposta, acoge dos salas de exposiciones, «Las Tierras del Ebro: de la prehistoria a la edad media» y «El Ebro: camino de agua», donde el visitante, a través de una escenografía sugerente, descubre los testigos de las culturas que han habitado las Tierras del Ebro a lo largo de la historia. El museo conserva y gestiona una de las colecciones más importantes de la natura, la arqueología y la etnología de las Tierras del Ebro: un fondo que comprende más de 35.000 objetos, donde destaca la Falcata.

## Extensiones
Bajo el paraguas del museo se gestionan otros edificios:
- Centro de Interpretación de la Cultura de los Ibers - Casa O'Connor: Casa señorial, situada en medio del casco urbano de Alcanar, que conserva parte de su estructura y distribución original, así como un importante conjunto de pinturas murales, mobiliario y elementos arquitectónicos de estilo modernista. El edificio acoge una exposición permanente de objetos arqueológicos originales procedentes de las excavaciones de los poblados íberos de la Moleta de Remei y de Sant Jaume-Mas d'en Serra, donde se explica la formación de la cultura ibérica al territorio. Hay que destacar un conjunto de vajilla ritual indígena único en Cataluña. La exposición se complementa con audiovisuales y otros recursos museísticos. A la primera planta hay una segunda exposición que da a conocer la historia más reciente de Alcanar.
- Centro de Interpretación de la Sierra de Godall: Está situado en el edificio del Casal Municipal, remodelado a finales de los años 80 a partir del local conocido como lo Centro, del cual se conservó la fachada principal, formada por tres portaladas con ventanas a cada lado. Desde el 2009 se ha adaptado la parte superior del edificio para acoger el Centro de Interpretación, mientras que en la planta baja está la Oficina de Turismo. El Centro de Interpretación dispone de dos salas. La primera está destinada a una exposición permanente donde, mediante objetos originales, audiovisuales, ilustraciones y textos, se dan a conocer los recursos naturales y la transformación de la sierra por la mano del hombre; es decir: la humanización de la sierra. La otra sala está destinada a usos múltiples y permite la programación periódica de exposiciones temporales, conferencias, entre otras.
- Centro de Interpretación de la Sierra de Montsiá: Ubicado en el casco urbano de Freginals, en un antiguo corral rehabilitado, el objetivo del Centro es divulgar e interpretar, mediante una exposición permanente, los valores naturales de la sierra de Montsiá, junto con la evolución de las actividades desarrolladas por el hombre en este espacio, desde la época ibérica hasta ala contemporánea. Se complementa, además, con el patrimonio del municipio y de su entorno, siendo el punto de salida de varias rutas con itinerarios señalizados y áreas interpretativas por la sierra de Montsià y la serreta de Freginals. El equipamiento cuenta también con una sala polivalente para acoger actividades didácticas, exposiciones temporales y actas culturales.
- Centro de Interpretación de la Vida en la Plana: Se ubica en el antiguo molino de óleo de la masada (masía) de Martí, una de las más antiguas de Santa Bárbara. La exposición permanente explica la colonización y explotación de la llanura del Montsiá a partir del siglo XVIII en siete ámbitos temáticos: características físicas de la Plana; colonización y nuevas poblaciones de estos espacios; masada de Martí y arquitectura; cultivo tradicional del olivo; producción, uso y comercialización tradicionales del óleo de oliva y transformaciones sufridas por el sector en épocas recientes.También incluye una colección paleontológica y mineralógica, así como una sala polivalente por actas y exposiciones.[6]